# 亨特·帕瑞施
亨特·帕瑞施·撒普（1987年5月13日—），是一位美國知名男演員及男歌手，曾參與演出《我想念我自己》、《愛 找麻煩》、《回到17歲》、《休旅任務》等電影系列而有名，另外，他還出演電視劇《單身毒媽》飾演中的Silas Botwin一角而為人所知。

## 簡介
帕瑞施出生弗吉尼亞州里士滿，他剛開始在一些電視劇裏客串，比如《犯罪現場調查》，《律政俏主婦》，《法律與秩序》，《summerland》等劇集。他在電影Sleepover和RV中也有精彩表現。他在2007年的影片《freedom writers》中，帕瑞施飾演Ben Samuels，Ben是一所加州高中課堂裏唯一的白人男孩，因此被Reviewer Thomas Hibbs of the National Review Online提名。在2008年8月11日，帕瑞施加入了百老匯音樂劇《春之覺醒》（Spring Awakening）的劇組，飾演男主角 Melchior Gabo，在紐約上演。帕瑞施飾演這一角色直到2009年1月18日《春之覺醒》閉幕。電影上，帕瑞施參演了影片《愛 找麻煩》，飾演Luke一角、參演了影片《重回十七歲》，在其中他飾演籃球隊員Stan讓他有名而來的。

## 作品

### 電視節目
| 年份      | 中文譯名         | 英文譯名 | 備註 |
| --------- | ---------------- | -------- | ---- |
| 2005-2012 | 單身毒媽         | Weeds    |      |
| 2020      | 拉契特：黯衣天使 | Ratched  |      |

### 電影
| 年份 | 中文譯名     | 英文譯名           | 備註 |
| ---- | ------------ | ------------------ | ---- |
| 2005 | 愛在山谷下   | Down in the Valley |      |
| 2006 | 休旅任務     | R.V                |      |
| 2007 | 街頭日記     | Freedom Writers    |      |
| 2009 | 回到17歲     | 17 Again           |      |
| 2009 | 萬能隊長     | Paper Man          |      |
| 2009 | 愛 找麻煩    | It's Complicated   |      |
| 2014 | 我想念我自己 | Still Alice        |      |

## 外部連結
- 亨特·帕瑞施在互联网电影资料库（IMDb）上的資料（英文）
- 亨特·帕瑞施的X（前Twitter）